# Королевская спальня

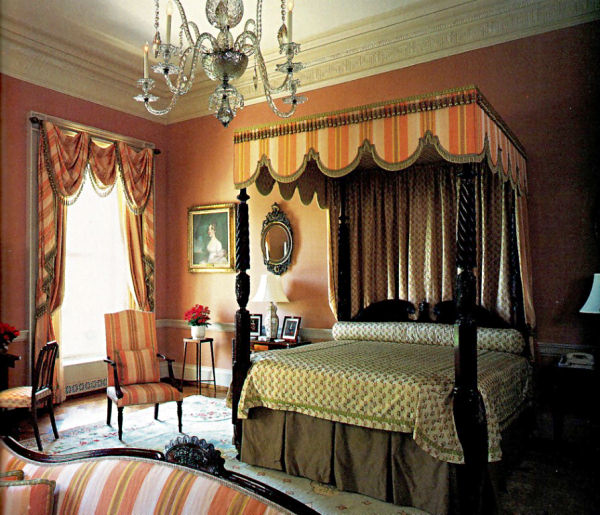
Королевская спальня в 2000 году

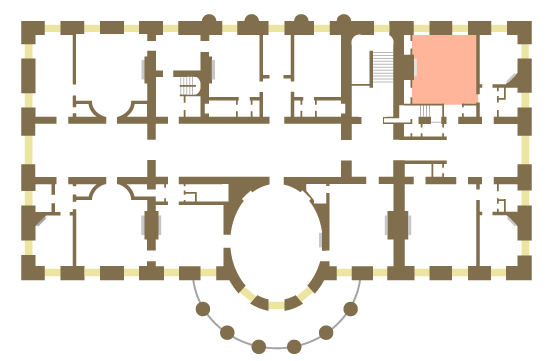
План второго этажа Белого дома с указанием расположения королевской спальни

Королевская спальня (англ. Queens' Bedroom) находится на втором этаже Белого дома и является частью гостевой апартаментов, в которые входит Гостиная Королевы (Queens' Sitting Room).

## Обстановка
Комната была обставлена в федеральном стиле 1868 года после реконструкции Трумэна. В помещении используется кровать, предположительно принадлежавшая Эндрю Джексону. Она была подарена в 1902 году и впервые использована в комнате Белого дома, которая сегодня является спальней Линкольна.

## История
До постройки Западного крыла в 1902 году эта комната была обычной спальней. Так же она служила кабинетом для личных секретарей президента. Многие родственники мужского пола, в том числе сыновья президентов, использовали эту комнату как свою спальню. Комната превратилась в обычную спальню, когда в Западное крыло переехала администрация президента. Когда при администрации Трумэна Белый дом был перестроен, эта комната стала гостевой с собственной уборной.
С 1902 по 1963 год комната называлась Розовой комнатой (Rose Room).
Анна Рузвельт, дочь Франклина и Элеоноры Рузвельт, переехала в эту комнату в 1944 году, поскольку служила помощницей президента и хозяйкой Белого дома во время частых отсутствий матери. Чета Кеннеди использовала спальню королевы, пока подготавливалась главная спальня в первые недели их пребывания в Белом доме.
Уинстон Черчилль ночевал в спальне во время посещения президентов Франклина Рузвельта и Гарри Трумэна до и после Второй мировой войны.
По просьбе Мейми Эйзенхауэр ее сын Джон и его жена Барбара переехали в другую комнату. Она считала, что в этой комнате должны оставаться только королевы и подобные государственные гости.
Жаклин Кеннеди подумывала о том, чтобы занять комнату в 1961 году, но вместо этого остановилась на традиционной главной спальне.

## Внешние ссылки
- Музей Белого дома: Королевская пальня
- Музей Белого дома: от Франклина Рузвельта до Уинстона Черчилля